# Nate Thurmond
Nathaniel "Nate" Thurmond (Akron, 25 de julho de 1941 — São Francisco, 16 de julho de 2016) foi um jogador profissional de basquetebol norte-americano que atuava na National Basketball Association (NBA).
Thurmond foi um dos melhores alas-pivôs da NBA nas décadas de 60 e 70. Sua camisa de número 42 foi aposentada pelo Golden State Warriors e Cleveland Cavaliers. Em 1985, foi introduzido no Hall da Fama do Basquetebol. Em 1996, foi escolhido como um dos 50 melhores jogadores da história da NBA. Thurmond foi o 1° jogador a fazer um quádruplo-duplo na NBA, em 1974 atuando pelo Chicago Bulls. Thurmond faleceu no dia 16 de julho de 2016, vítima de Leucemia.

## Estatísticas na NBA

### Temporada Regular
| Ano      | Equipe        | PJ  | MPJ  | AP   | LL   | RT   | AS  | BR  | TO  | PPJ  |
| -------- | ------------- | --- | ---- | ---- | ---- | ---- | --- | --- | --- | ---- |
| 1963–64  | San Francisco | 76  | 25.9 | .395 | .549 | 10.4 | 1.1 | –   | –   | 7.0  |
| 1964–65  | San Francisco | 77  | 41.2 | .419 | .658 | 18.1 | 2.0 | –   | –   | 16.5 |
| 1965–66  | San Francisco | 73  | 39.6 | .406 | .654 | 18.0 | 1.5 | –   | –   | 16.3 |
| 1966–67  | San Francisco | 65  | 42.5 | .437 | .629 | 21.3 | 2.6 | –   | –   | 18.7 |
| 1967–68  | San Francisco | 51  | 43.6 | .411 | .644 | 22.0 | 4.2 | –   | –   | 20.5 |
| 1968–69  | San Francisco | 71  | 45.2 | .410 | .615 | 19.7 | 3.6 | –   | –   | 21.5 |
| 1969–70  | San Francisco | 43  | 44.6 | .414 | .754 | 17.7 | 3.5 | –   | –   | 21.9 |
| 1970–71  | San Francisco | 82  | 40.9 | .445 | .730 | 13.8 | 3.1 | –   | –   | 20.0 |
| 1971–72  | Golden State  | 78  | 43.1 | .432 | .743 | 16.1 | 2.9 | –   | –   | 21.4 |
| 1972–73  | Golden State  | 79  | 43.3 | .446 | .718 | 17.1 | 3.5 | –   | –   | 17.1 |
| 1973–74  | Golden State  | 62  | 39.7 | .444 | .666 | 14.2 | 2.7 | 0.7 | 2.9 | 13.0 |
| 1974–75  | Chicago       | 80  | 34.5 | .364 | .589 | 11.3 | 4.1 | 0.6 | 2.4 | 7.9  |
| 1975–76  | Chicago       | 13  | 20.0 | .444 | .444 | 5.5  | 2.0 | 0.3 | 0.9 | 3.7  |
| 1975–76  | Cleveland     | 65  | 17.4 | .418 | .514 | 5.3  | 1.0 | 0.3 | 1.3 | 4.6  |
| 1976–77  | Cleveland     | 49  | 20.3 | .407 | .642 | 7.6  | 1.7 | 0.3 | 1.7 | 5.5  |
| Carreira | Carreira      | 964 | 37.2 | .421 | .667 | 15.0 | 2.7 | 0.5 | 2.1 | 15.0 |
| All-Star | All-Star      | 5   | 20.8 | .326 | .375 | 8.8  | 0.4 | 0.0 | 0.0 | 6.2  |

### Playoffs
| Ano      | Equipe        | PJ | MPJ  | AP   | LL   | RT   | AS  | BR  | TO  | PPJ  |
| -------- | ------------- | -- | ---- | ---- | ---- | ---- | --- | --- | --- | ---- |
| 1964     | San Francisco | 12 | 34.2 | .438 | .679 | 12.3 | 0.8 | –   | –   | 10.0 |
| 1967     | San Francisco | 15 | 46.0 | .433 | .571 | 23.1 | 3.1 | –   | –   | 15.9 |
| 1969     | San Francisco | 6  | 43.8 | .392 | .588 | 19.5 | 4.7 | –   | –   | 16.7 |
| 1971     | San Francisco | 5  | 38.4 | .371 | .800 | 10.2 | 3.0 | –   | –   | 17.6 |
| 1972     | Golden State  | 5  | 46.0 | .434 | .750 | 17.8 | 5.2 | –   | –   | 25.4 |
| 1973     | Golden State  | 11 | 41.8 | .398 | .800 | 13.2 | 3.6 | –   | –   | 14.5 |
| 1975     | Chicago       | 13 | 19.5 | .368 | .486 | 6.7  | 2.4 | 0.4 | 1.6 | 3.5  |
| 1976     | Cleveland     | 13 | 28.8 | .468 | .406 | 9.0  | 2.2 | 0.5 | 2.2 | 6.7  |
| 1977     | Cleveland     | 1  | 1.0  | –    | –    | 1.0  | 0.0 | 0.0 | 1.0 | 0.0  |
| Carreira | Carreira      | 81 | 35.5 | .416 | .621 | 13.6 | 2.8 | 0.4 | 1.9 | 11.9 |

## Prêmios e Homenagens

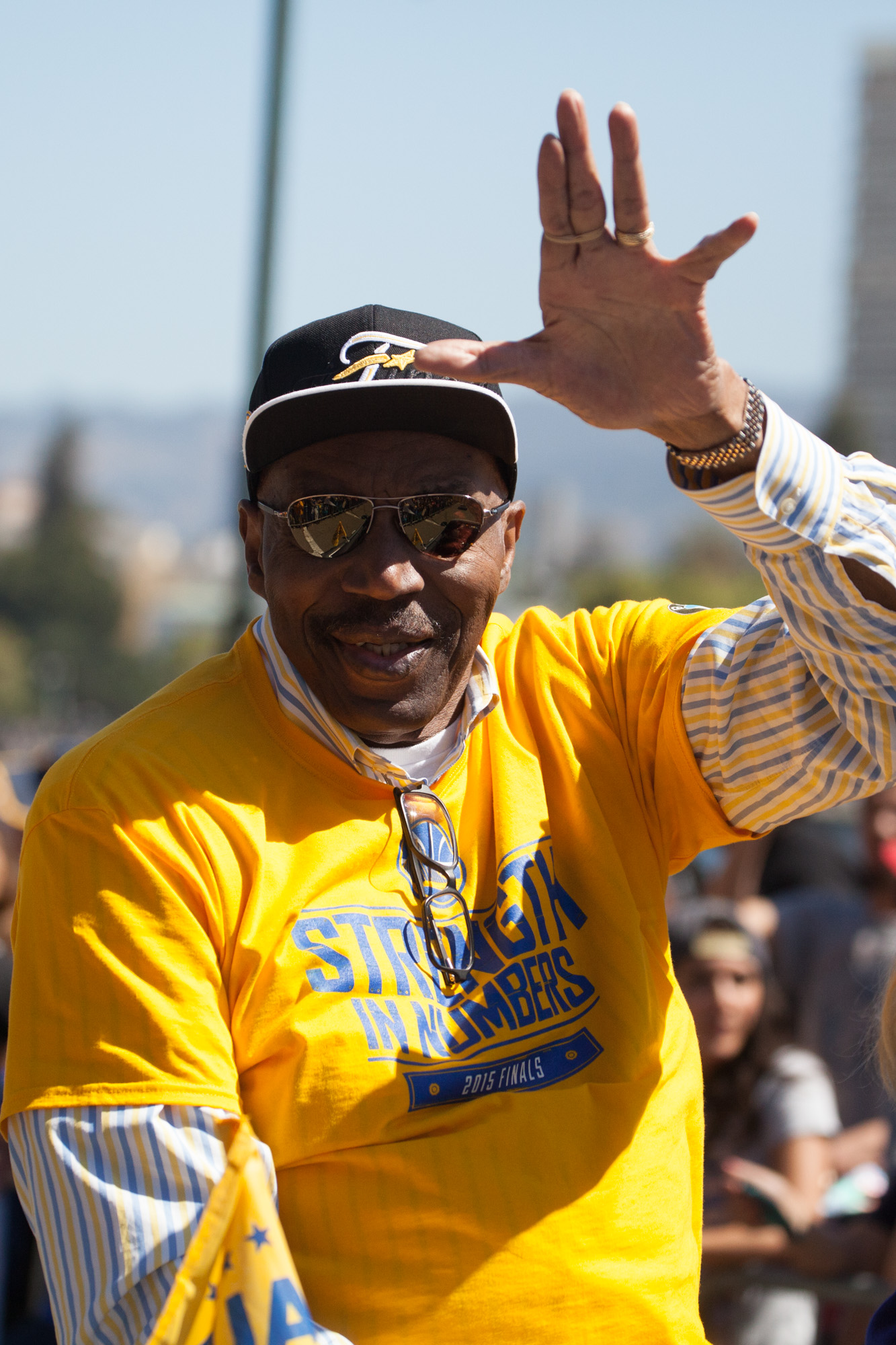
Nate Thurmond em 2015.

- Membro do Hall da Fama do Basketball: 1985
- 7x NBA All-Star: 1965, 1966, 1967, 1968, 1970, 1973, 1974
- 5x NBA All-Defensive Team:
  - Primeiro Time: 1969, 1971
  - Segundo Time: 1972, 1973, 1974
- NBA All-Rookie Team: 1964
- Um dos 50 grandes jogadores da história da NBA
- Número 42 aposentado pelo Golden State Warriors e Cleveland Cavaliers

### Recordes
NBA
- Primeiro jogador na história da NBA a registrar um quadruplo-duplo em um jogo: 1974 (vs. Atlanta Hawks - 22 pontos, 14 rebotes, 13 assistências e 12 bloqueios)
- Um dos cinco jogadores na história da NBA com média de pelo menos 15 rebotes por jogo em sua carreira: 15.0 (14.464 / 964)
- Um dos cinco jogadores na história da NBA com média de pelo menos 20 rebotes por jogo durante uma temporada: 21.3 (1966–67), 22.0 (1967–68)
- Um dos quatro jogadores na história da NBA a registrar 40 ou mais rebotes em um jogo: 1965 (vs. Detroit Pistons, 42 rebotes)
- Mais rebotes em quarto/período na história da NBA: 1965 (vs. Baltimore Bullets, 18 rebotes)

Pelos Warriors
- Mais rebotes na história da franquia: 12.771 rebotes
- 2° com mais jogos na história da franquia: 757 jogos
- 6º com mais pontos na história da franquia: 13.191 pontos
- 10º com mais assistências na história da franquia: 2.070 assistências

### Recordes em Jogos
Recordes em jogos de Temporada Regular e Playoffs de Nate Thurmond
Observações: 
- Cestas de três pontos só foram introduzidas na liga em 1980.
- Roubos de bola e tocos só começaram a ser contabilizados como estatística em 1974.
- Rebotes ofensivos e defensivos só se tornaram estatísticas separadas em 1974, antes os rebotes eram contabilizados de forma total.

| Tipo de estatística           | Temporada Regular | Temporada Regular                                          | Temporada Regular                                                    | Playoffs | Playoffs                           | Playoffs                               |
| Tipo de estatística           | Recorde           | Adversário                                                 | Data                                                                 | Recorde  | Adversário                         | Data                                   |
| ----------------------------- | ----------------- | ---------------------------------------------------------- | -------------------------------------------------------------------- | -------- | ---------------------------------- | -------------------------------------- |
| Pontos em um jogo             | 43                | Detroit Pistons                                            | 24 de fevereiro de 1971                                              | 32       | Milwaukee Bucks                    | 30 de março de 1972                    |
| Cestas convertidas em um jogo | 18                | Detroit Pistons                                            | 24 de fevereiro de 1971                                              | 13       | Milwaukee Bucks                    | 30 de março de 1972                    |
| Cestas tentadas em um jogo    | 33                | Seattle SuperSonics                                        | 19 de outubro de 1968                                                | 29       | Milwaukee Bucks                    | 29 de março de 1971                    |
| Lances livres convertidos     | 16                | Seattle SuperSonics                                        | 31 de dezembro de 1967                                               | 9        | Boston Celtics                     | 24 de abril de 1964                    |
| Lances livres tentados        | 22                | Philadelphia 76ers Boston Celtics                          | 5 de janeiro de 1971 17 de fevereiro de 1973                         | 11       | Boston Celtics                     | 24 de abril de 1964                    |
| Cestas de três convertidas    | —                 | —                                                          | —                                                                    | —        | —                                  | —                                      |
| Cestas de três tentadas       | —                 | —                                                          | —                                                                    | —        | —                                  | —                                      |
| Rebotes ofensivos             | —                 | —                                                          | —                                                                    | 6        | Boston Celtics                     | 6 de maio de 1976                      |
| Rebotes defensivos            | —                 | —                                                          | —                                                                    | 10       | Boston Celtics                     | 6 de maio de 1976                      |
| Rebotes totais                | 37                | Baltimore Bullets                                          | 27 de outubro de 1964                                                | 16       | Boston Celtics                     | 6 de maio de 1976                      |
| Assistências                  | 13                | Atlanta Hawks                                              | 18 de outubro de 1974                                                | 8        | Los Angeles Lakers                 | 26 de março de 1969                    |
| Roubos                        | 2                 | Kansas City Kings                                          | 1 de dezembro de 1976                                                | 3        | Boston Celtics                     | 11 de maio de 1976                     |
| Tocos                         | 4                 | Detroit Pistons                                            | 10 de novembro de 1976                                               | 6        | Boston Celtics                     | 14 de maio de 1976                     |
| Minutos jogados               | 53:00 (OT)        | Baltimore Bullets San Diego Rockets Portland Trail Blazers | 28 de fevereiro de 1965 18 de outubro de 1969 19 de novembro de 1974 | 48:00    | Los Angeles Lakers Milwaukee Bucks | 26 de março de 1969 1 de abril de 1973 |